# Mordet i Orientekspressen (film fra 2017)
Mordet i Orientexpressen er en amerikansk mysteriefilm fra 2017 instrueret af Kenneth Branagh. Filmen er baseret på Agatha Christies detektivroman med samme titel fra 1934. I hovedrollen som Hercule Poirot ses Branagh og blandt øvrige roller medvirker Penélope Cruz, Willem Dafoe, Judi Dench, Johnny Depp, Josh Gad, Derek Jacobi, Leslie Odom Jr., Michelle Pfeiffer og Daisy Ridley. Filmen havde verdenspremiere den 2. november 2017 på Royal Albert Hall i London, premiere i USA den 10. november og i Danmark den 23. november.
Filmen er den fjerde filmatisering af Christies roman; de tidligere er filmen fra 1974, en Tv-film fra 2001 og et afsnit af Agatha Christie's Poirot fra 2010.

## Handling
En extravagant togrejse med Orientexpressen udvikles til et mordmysterium, med tretten fremmede som sidder fast i et tog, mens detektiven Hercule Poirot forsøger at løse gåden, inden morderen slår til igen.

## Medvirkende
- Kenneth Branagh som Hercule Poirot
- Penélope Cruz som Pilar Estravados (Den svenske rejsende Greta Ohlsson, som i filmen fra 1974 blev Ingrid Bergmans rolle, har i denne film erstattet af spanske Pilar Estravados (navnet forekommer i en anden af Christies romaner; Hercule Poirots jul), spillet af Penélope Cruz.)
- Willem Dafoe som Gerhard Hardman
- Judi Dench som Prinsessan Dragomiroff
- Johnny Depp som Edward Ratchett
- Josh Gad som Hector MacQueen
- Leslie Odom Jr. som Dr. Arbuthnot
- Michelle Pfeiffer som Mrs. Hubbard
- Daisy Ridley som Mary Debenham
- Derek Jacobi som Edward Masterman
- Marwan Kenzari som Pierre Michel
- Olivia Colman som Hildegarde Schmidt
- Lucy Boynton som Grevinnan Andrenyi
- Manuel Garcia-Rulfo som Biniamino Marquez
- Sergei Polunin som Greve Andrenyi
- Tom Bateman som Bouc
- Miranda Raison som Sonia Armstrong